# Langues zapotèques
 (décembre 2015).
Si vous disposez d'ouvrages ou d'articles de référence ou si vous connaissez des sites web de qualité traitant du thème abordé ici, merci de compléter l'article en donnant les références utiles à sa vérifiabilité et en les liant à la section « Notes et références ».
Les langues zapotèques forment un ensemble de langues parlé par 457 882 personnes dans l'État de Oaxaca, au Mexique, qui compte la plus forte proportion d'indigènes. Outre l'espagnol, seize langues amérindiennes dont les langues zapotèques sont parlées par la population.

## Origine
La famille du zapotèque appartient au groupe des langues oto-mangues et est apparue de 3000 à 1500 av. J.-C.

## Diversité
Avant la colonisation, de nombreuses variantes linguistiques existaient déjà. Cette variété s'est accrue avec l'emprise des Espagnols sur les territoires des indigènes. Parallèlement, depuis cette colonisation, les parlers indigènes ont subi un considérable déclin.

## Variétés
Le SIL International, organisme chargé de l'attribution des codes ISO 639-3, classe le zapotèque comme une macro-langue et y inclut 57 variétés :
- zaa: le zapotèque de la Sierra de Juárez
- zab: le zapotèque de San Juan Guelavía
- zac: le zapotèque d'Ocotlán
- zad: le zapotèque de Cajonos
- zae: le zapotèque de Yareni
- zaf: le zapotèque d'Ayoquesco
- zai: le zapotèque de l'Isthme
- zam: le zapotèque de Miahuatlán
- zao: le zapotèque d'Ozolotepec
- zaq: le zapotèque d'Aloápam
- zar: le zapotèque de Rincón
- zas: le zapotèque de Santo Domingo Albarradas
- zat: le zapotèque de Tabaa
- zav: le zapotèque de Yatzachi
- zaw: le zapotèque de Mitla
- zax: le zapotèque de Xadani
- zca: le zapotèque de Coatecas Altas
- zoo: le zapotèque d'Asunción Mixtepec
- zpa: le zapotèque de Lachiguiri
- zpb: le zapotèque de Yautepec
- zpc: le zapotèque de Choapan
- zpd: le zapotèque d'Ixtlán du Sud-Est
- zpe: le zapotèque de Petapa
- zpf: le zapotèque de San Pedro Quiatoni
- zpg: le zapotèque de Guevea de Humboldt
- zph: le zapotèque de Totomachapan
- zpi: le zapotèque de Santa María Quiegolani
- zpj: le zapotèque de Quiavicuzas
- zpk: le zapotèque de Tlacolulita
- zpl: le zapotèque de Lachixío
- zpm: le zapotèque de Mixtepec
- zpn: le zapotèque de Santa Inés Yatzechi
- zpo: le zapotèque d'Amatlán
- zpp: le zapotèque d'El Alto
- zpq: le zapotèque de Zoogocho
- zpr: le zapotèque de Santiago Xanica
- zps: le zapotèque de Coatlán
- zpt: le zapotèque de San Vicente Coatlán
- zpu: le zapotèque de Yalálag
- zpv: le zapotèque de Chichicapan
- zpw: le zapotèque de Zaniza
- zpx: le zapotèque de San Baltazar Loxicha
- zpy: le zapotèque de Mazaltepec
- zpz: le zapotèque de Texmelucan
- zsr: le zapotèque de Rincon du Sud
- zte: le zapotèque d'Elotepec
- ztg: le zapotèque de Xanaguía
- ztl: le zapotèque de Lapaguía-Guivini
- ztm: le zapotèque de San Agustín Mixtepec
- ztn: le zapotèque de Santa Catarina Albarradas
- ztp: le zapotèque de Loxicha
- ztq: le zapotèque de Quioquitani-Quierí
- zts: le zapotèque de Tilquiapan
- ztt: le zapotèque de Tejalapan
- ztu: le zapotèque de Güilá
- ztx: le zapotèque de Zaachila
- zty: le zapotèque de Yateé

La base de données linguistiques Glottolog a quant à elle une sous-famille nommée « zapotèque », qui comporte les mêmes 57 variétés, classées comme suit (les dialectes sont indiqués entre parenthèses) :
- coatec
  - zapotèque de Coatlan-Loxicha
    - zapotèque de Coatlán
    - zapotèque de San Baltazar Loxicha

  - zapotèque de San Vicente Coatlán
- zapotèque nucléaire
  - zapotèque nucléaire central
    - zapotèque d'Asunción Mixtepec
    - zapotèque d'Ayoquesco
    - zapotèque de Chichicapan
    - zapotèque de Guevea de Humboldt
    - zapotèque de Güilá
    - zapotèque de l'Isthme
    - zapotèque de Lachiguiri
    - zapotèque de Mazaltepec
    - zapotèque de Mitla (zapotèque de Santiago Matatlán)
    - zapotèque d'Ocotlán
    - zapotèque de Petapa
    - zapotèque de Quiavicuzas
    - zapotèque de San Juan Guelavía (zapotèque de Jalieza, zapotèque de San Martín Tilcajete, zapotèque de Teotitlán del Valle)
    - zapotèque de San Pedro Quiatoni
    - zapotèque de Santa Catarina Albarradas
    - zapotèque de Santa Inés Yatzechi (zapotèque de Zaachila)
    - zapotèque de Santa María Quiegolani
    - zapotèque de Santo Domingo Albarradas
    - zapotèque de Tejalapan
    - zapotèque de Tilquiapan
    - zapotèque de Zaachila

  - zapotèque nucléaire septentrional
    - zapotèque d'Aloápam
    - zapotèque de Cajonos (zapotèque de Cajonos nucléaire, zapotèque de Yaganiza-Xagacía)
    - zapotèque de Choapan
    - zapotèque de Rincón
    - zapotèque de la Sierra de Juárez
    - zapotèque d'Ixtlán du Sud-Est
    - zapotèque de Rincon du Sud
    - zapotèque de Tabaa
    - zapotèque de Yalálag
    - zapotèque de Yareni
    - zapotèque de Yateé
    - zapotèque de Yatzachi
    - zapotèque de Zoogocho (zapotèque de Tabehua, zapotèque de Yalina, zapotèque de Zoogocho)

  - zapotèque nucléaire méridional
    - zapotèque d'Amatlán
    - zapotèque de Coatecas Altas
    - zapotèque de Lapaguía-Guivini
    - miahuatec
      - zapotèque de Loxicha (zapotèque de Candelaria Loxicha, zapotèque de San Agustín Loxicha)
      - zapotèque de Miahuatlán
      - zapotèque d'Ozolotepec (zapotèque de San Gregorio Ozolotepec, zapotèque de San Marcial Ozolotepec)
      - zapotèque de San Agustín Mixtepec
      - zapotèque de Yautepec

    - zapotèque de Mixtepec-Quioquitani-Quierí
      - zapotèque de Mixtepec
      - zapotèque de Quioquitani-Quierí (zapotèque de Quierí, zapotèque de Quioquitani)

    - zapotèque de Santiago Xanica
    - zapotèque de Tlacolulita
    - zapotèque de Xadani
    - zapotèque de Xanaguía
- papabuco
  - zapotèque d'Elotepec
  - zapotèque de Texmelucan
  - zapotèque de Zaniza
- zapotèque occidental
  - zapotèque de Totomachapan
  - zapotèque occidental de l'Ouest central
    - zapotèque d'El Alto
    - zapotèque de Lachixío

## Grammaire
Les langues zapotèques appartiennent à l'union linguistique mésoaméricaine, une zone de convergence linguistique formée pendant des millénaires par l'interaction entre les peuples amérindiens. Certaines caractéristiques communes des langues de la famille sont :
- l'usage d'une troisième personne pour désigner une divinité, un bébé, un animal, un objet inanimé, etc. ;
- une distinction entre « nous » exclusif et inclusif, selon que la première personne du pluriel inclut ou exclut celui à qui l’on parle ;
- une fréquente sous-spécificité des distinctions entre le singulier et le pluriel.